# 雷管
雷管（らいかん、英: detonator、blasting cap）は、わずかな熱や衝撃でも発火する火薬を筒に込めた火工品。
微量の起爆薬（爆粉、ばくふん）と、それによって点火される添装薬（導爆薬）で構成され、火薬・爆薬などに、意図通りのタイミングで確実に点火するため、主に軍事用途のほか発破など工業用途で用いられている。
アンホ爆薬などは雷管だけでは起爆できず、伝爆薬（プライマーブースタ）を必要とする。
なお、信管は「雷管」に「起爆時期を感知する装置」と「安全装置」を組み込み、一体化させたものである。
1865年、アルフレッド・ノーベルによりダイナマイト点火用として、併せて発明された。

## 雷管の種類
日本の火薬類取締法では、工業雷管、電気雷管、銃用雷管及び信号雷管が規定され、JIS K4806「工業雷管及び電気雷管」の規格がある。

### 工業雷管
導火線式雷管(blasting cap)
最も古くからあるタイプで、導火線の火炎で点火し起爆させる。
1号から10号まで種類があり、号数が小さいものは高感度、大きいものは高威力である。
近年では電気雷管の使用が一般的になったためにあまり使用されていない。
日本では主に、導火管付きの6号雷管が用いられる。
非電気式雷管
プラスチックチューブで雷管に衝撃波を送り起爆する。
電気雷管の弱点である、雷や静電気の影響を受けない特長を持つ。
高価・大規模なシステムであり、トンネル工事や大規模鉱山で用いられている。

### 電気雷管
電気雷管(electric detonator)は、絶縁性樹脂で密封した管内に電気的刺激に敏感な起爆薬を装填した構造を持つ。

絶縁型電気雷管
起爆電橋線の発熱で起爆薬中を点火する。静電気による発火事故が起きやすい。
放電型電気雷管（耐静電気雷管）
絶縁・放電複合型で、静電気電流では発火にくい点火玉に通電して発火させ、間接的に起爆薬に点火する。
静電気に比較的強いが、雷や強電流由来の誘導電流、漏洩電流には警戒が必要。
瞬発電気雷管
通電するとほぼ同時に、無遅延で起爆する。
段発電気雷管
点火部と起爆薬の間に延時薬を挟んであり、通電から一定時間遅延して起爆する。
JISでは0.25～2.3秒のDS（デシセカンド）と25～300ミリ秒のMS（ミリセカンド）が2～10段ずつ定められている。
複数点を発破する際、タイミングを調節する目的で複数段数を組み合わせて用いられる。
電子式遅延雷管
電気雷管に併せて、コンデンサと電子タイマを密封した構造で、精密な発破が可能。
。
地震探鉱用電気雷管
爆発によって人工地震を起す場合に使用される。地震の発生から伝達までの時間を正確に測定するためには起爆時間を電気的に正確に把握する必要がある。そのため、通電から起爆までの時間が0.1ミリ秒以下になるように作られている。
耐熱電気雷管
高温の場所でも使用できる。150度で3時間以上の耐熱性能を有する。
起爆電橋線型雷管
マンハッタン計画の一部として、1940年代に爆縮レンズ用の雷管として開発された。
従来の電気雷管が通電から起爆まで200 - 300ミリ秒を要したのに対して、2 - 3ミリ秒で起爆する。
長さ1mm、直径0.04mmの極細ワイヤーを使い、通電時にワイヤー自身が高熱により蒸発して生じる衝撃波で起爆させる。
スラッパー起爆式雷管
スラッパー起爆装置は起爆電橋線型雷管の発展型である。
起爆電橋線型雷管での金属ワイヤーの爆発的な蒸発による衝撃波に代えて、金属箔の爆発で発生するプラズマで「スラッパー」と呼ぶもう一つの細い金属箔を運動させることで得る衝撃波で起爆する。
入力電力からスラッパーの運動エネルギーへの変換効率は20 - 40%と良好で､起爆に使用する電源の小型化を可能とした。

### 銃用雷管
銃や砲の実包、あるいは実包化されていない火器の点火に用いる。
主に、撃針（ファイアリング・ピン）の打撃によって発火する撃発式である。
撃発式の銃用雷管は、外部から打撃を加えられると、雷管の本体（雷管体という）と、内部に仕込まれた発火金との間で爆粉が圧縮され、発火する。この火炎が装薬（発射薬）に導火し、銃弾が発射される。（発火金を伴わない形態もある）。
日本語では区別されていないが、英語では銃弾用の雷管を銃用雷管 (percussion cap) と呼んで区別している。

### 信号雷管
爆音を発し危険を知らせるために用いる。鉄道では緊急に列車を止める為の信号（発雷信号）として使用されていた。信号雷管をレールに取り付け、車輪で踏むことにより爆音を鳴らし列車に危険を知らせ、信号炎管と併用する。

## その他の雷管
競技用紙雷管

JIS K4853に規格があり、スターターピストルに使われる。